# 哈拉尔德·罗泽
哈拉尔德·罗泽（德語：Harald Rose，1935年2月14日—），生于不来梅，德国物理学家。

## 生平
1964年于达姆施塔特工业大学取得理论电子光学物理硕士学位。1976年到1980年任纽约州卫生部门的首席研究科学家。1973年至1974年，他在芝加哥大学恩里科·费米研究所工作。1995-1996年在康奈尔大学和马里兰大学做研究。自2009年以来任乌尔姆大学资深教授。罗泽拥有105项科学仪器和电光元件的专利。2011年获沃尔夫物理学奖。